# Thomas Littleton

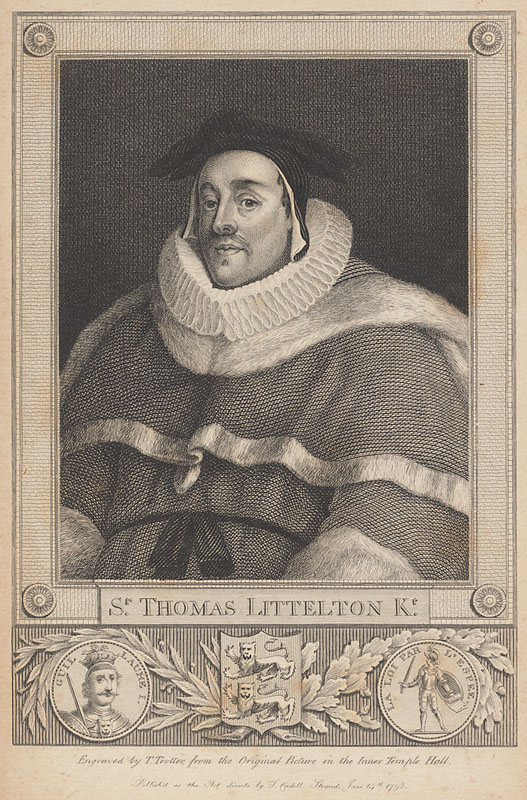
Thomas Littleton.

Thomas Littleton (* um 1407; † 23. August 1481) war ein englischer Jurist, der als Verfasser eines wichtigen englischen Rechtstextes bekannt ist.

## Leben und Werk
Littleton hieß ursprünglich Westcote, aber als Erbe des Anwesens seiner Mutter nahm er ihren Namen Littleton an. Er wird 1445 als berühmter Jurist erwähnt, bekleidete ab 1450 mehrere Richterämter in der Provinz und wurde 1466 Richter am Court of Common Pleas. Anlässlich der Investitur des Kronprinzen Edward als Prince of Wales wurde er am 18. April 1475 er als Knight of the Bath in den Ritterstand erhoben.

### Treatise on Tenures
Sein Treatise on Tenures – „der erste wichtige englische Rechtstext, der weder in Latein geschrieben noch wesentlich vom römischen (Zivil-)Recht beeinflusst wurde“, ein knappes Werk, das für die juristische Ausbildung seines Sohnes verfasst wurde, ist das älteste erhaltene systematische Handbuch zum englischen Eigentumsrecht und erlangte als solches bereits im 16. Jahrhundert den Ruf einer klassischen Autorität. Es ist in sogenanntem Law French  (Rechtsfranzösisch), einer Mischsprache aus normannischem Französisch und Englisch, geschrieben und bietet einen klaren und vollständigen Überblick über die dem englischen Recht bekannten Landrechte und Besitzverhältnisse am Ende des Mittelalters. Die erste gedruckte Ausgabe soll bereits 1481 erschienen sein.

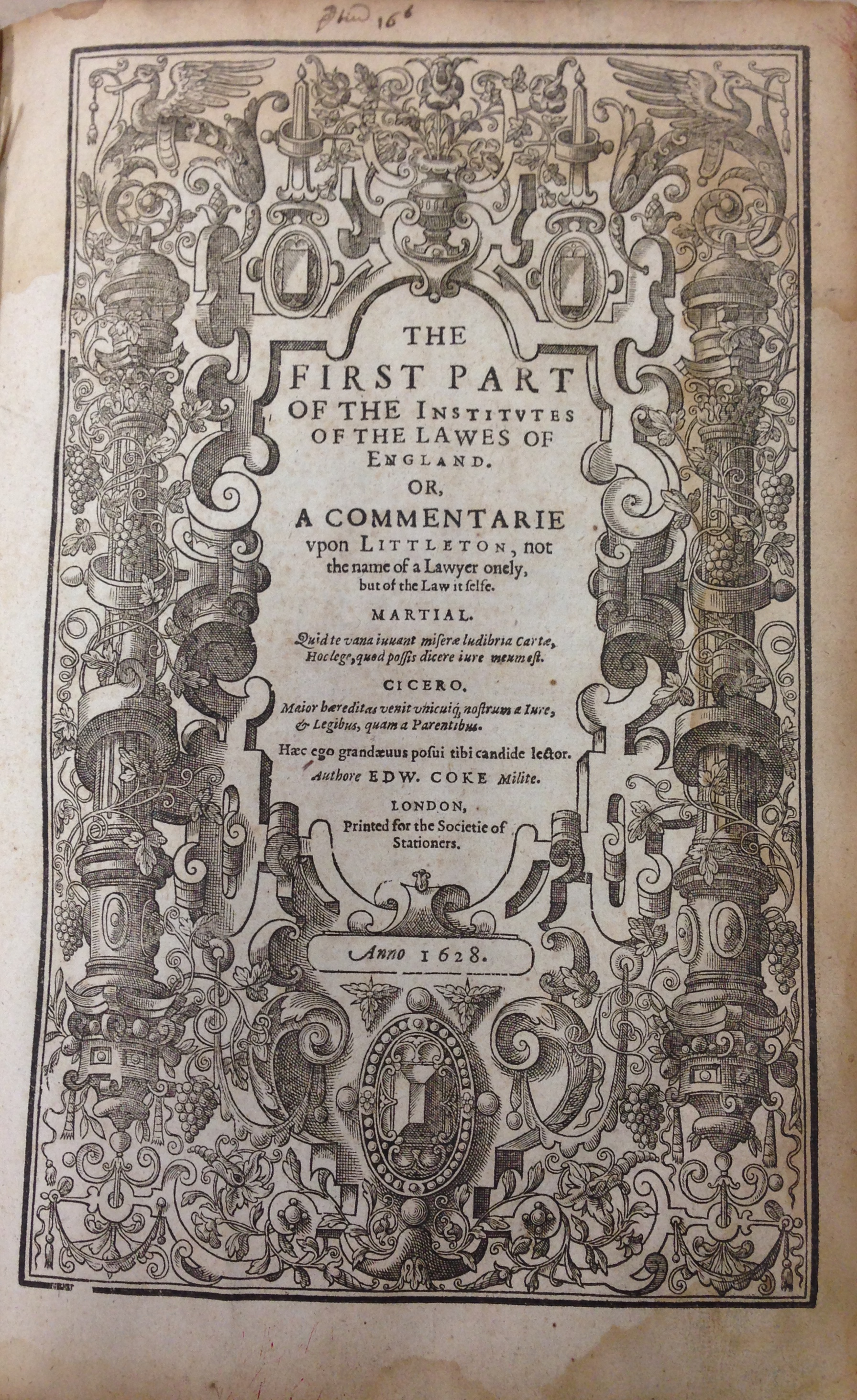
Institutes of the Lawes of England von Edward Coke ('über Littleton').

Der große Jurist Sir Edward Coke aus dem 17. Jahrhundert schätze Littletons Werk hoch ein und gab dem ersten Teil seines großen Werkes Institutes of the laws of England (1628) die Form von Kommentaren zu den Tenures (‚Coke über Littleton‘), deren Autorität dadurch weiter erhöht wurde.
In der Folgezeit sind mehrere Ausgaben, meist in englischer Übersetzung, erschienen, darunter eine von Thomas Edlyne Tomlins.